# 热血日报
《热血日报》是中国共产党的第一份日报，创办于1925年6月4日，由瞿秋白主编。

## 历史
1925年5月30日，上海爆发五卅运动。为加强宣传，中国共产党决定创办《热血日报》，编辑委员会由郑超麟、沈泽民、何味辛等人组成，由瞿秋白任主编并题写报名。
该报每天出版8开4版一张，设有“社论”、“要闻”、“国内要闻”、“国际要闻”、“紧要消息”等栏目。在栏目设置和文稿内容上，该报紧密配合五卅运动，内容以评论运动形势，批判帝国主义，声援群众反帝爱国运动为主。社论大多出自瞿秋白手笔。
在1925年6月27日，该报发行第24期时，被租界巡捕房查封而停刊。印刷所经理徐上珍被逮捕，未发出去的2800份报纸亦被没收。